# (2208) Pushkin
(2208) Pushkin ist ein Asteroid des inneren Hauptgürtels, der von dem sowjetischen Astronomen Nikolai Tschernych am 8. August 1978 am Krim-Observatorium in Nautschnyj (IAU-Code 095) entdeckt wurde. Unbestätigte Sichtungen des Asteroiden hatte es vorher schon mehrere gegeben: zum Beispiel am 22. April 1968 unter der vorläufigen Bezeichnung 1968 HU und am 2. Februar 1973 (1973 AN3) am Krim-Observatorium in Nautschnyj sowie im Januar und Februar 1978 an der Sternwarte am purpurnen Berg bei Nanjing (1978 WJ14).
Der Asteroid gehört zur Cybele-Gruppe, einer Familie von Asteroiden jenseits der Hecuba-Lücke. Die Umlaufbahnen der Mitglieder stehen in 7:4-Resonanz zum Planeten Jupiter, wodurch sie stabilisiert werden. Die Gruppe wurde nach dem Asteroiden (65) Cybele benannt. Als Asteroid der Spektralklasse D hat (2208) Pushkin ein rötliches elektromagnetisches Spektrum ähnlich kohliger Chondriten mit einer sehr dunklen Oberfläche. Die Albedo wurde mit 0,0497 (± 0,008) bestimmt, der mittlere Durchmesser mit 38,31 (± 2,8) Kilometern.
(2208) Pushkin wurde am 1. März 1981 nach Alexander Sergejewitsch Puschkin (1799–1837) benannt, dem russischen Nationaldichter, der als Begründer der modernen russischen Literatur gilt. Schon 1976 war ein Einschlagkrater auf der südlichen Hemisphäre des Planeten Merkur nach Alexander Puschkin benannt worden: Merkurkrater Pushkin.